# Borodino
Borodino (tiếng Nga: Бородино; phiên âm: Bô-rô-đi-nô) là một làng nằm trong tỉnh Moskva, Nga, khoảng 12 km về phía tây tây nam Mozhaysk.
Tại khu vực ngày nay người ta gọi là "bãi chiến trường Borodino" (Бородинское поле), trận Borodino đã diễn ra vào năm 1812. Quân Pháp do Hoàng đế Napoléon Bonaparte chỉ huy đánh thắng được quân Nga do Nguyên soái Mikhail I. Kutuzov cầm đầu, với tổn thất kinh hoàng cho cả hai bên tham chiến. Chiến thắng này mở đường cho Napoléon tiến chiếm Moskva. Bảo tàng bảo tồn lịch sử chiến tranh Borodino Quốc gia của Nga nằm tại bãi chiến trường Borodino. Khu bảo tồn chiếm diện tích 109,7 km² còn khu vực nằm dưới sự bảo vệ rộng 645 km².